# Iglesia parroquial de Nuestra Señora del Portillo
La iglesia parroquial de Nuestra Señora del Portillo es un templo de culto católico en la ciudad de Zaragoza (Aragón, España). Está declarado Monumento Nacional.

## Historia
Tiene su origen en la Reconquista, en una iglesia dedicada a la Virgen, reconstruida en estilo barroco entre 1702 y 1731 por José Borgas y Gaspar Serrano. Muy dañado durante los Sitios de Zaragoza por encontrarse en la muralla, cerca de la puerta del Portillo, el edificio actual es el resultado de reconstrucciones y restauraciones efectuadas en los siglos XIX y XX, en particular la acometida en 1827, que dio acabado a la fachada, en estilo neoclásico. En 1949 el templo fue declarado Monumento Histórico-Artístico de Interés Nacional.

## Descripción
El conjunto consta de tres naves, la central más ancha que las laterales, divididas en seis tramos, de los que los dos posteriores corresponden a la cabecera. A los pies del templo se añade el nártex, que integran la entrada aporticada con arco de medio punto y las dos torres bajas, lo que confiere al edificio una impresión de horizontalidad. Las naves tienen la misma altura, creando una planta de salón, y el espacio previo a la cabecera que correspondería al crucero está cubierto con una cúpula de media naranja. En la nave central, los tramos de bóveda son de medio cañón con lunetos, abiertos sobre los arcos formeros que comunican con las naves de los lados. La fábrica exterior está hecha enteramente de ladrillo caravista.
Toda la superficie arquitectónica interior, paramentos, pilares y bóvedas, está enlucida en blanco, y decorada con molduras, rocalla y follaje realizados en estuco gris en 1728. Este manto decorativo vegetal cuelga más profusamente de las pechinas de la cúpula, en las que se insertan tallas de Ester, Judith, Jahël y Débora, las cuatro mujeres fuertes de la Biblia.
El retablo mayor, obra del clasicismo manierista, fue traído del convento de Santo Domingo. De las abundantes piezas de imaginería, resulta interesante, en la capilla del Ecce Homo, una talla del siglo XVII. 

### Capilla de la Anunciación y Mausoleo de las Heroínas

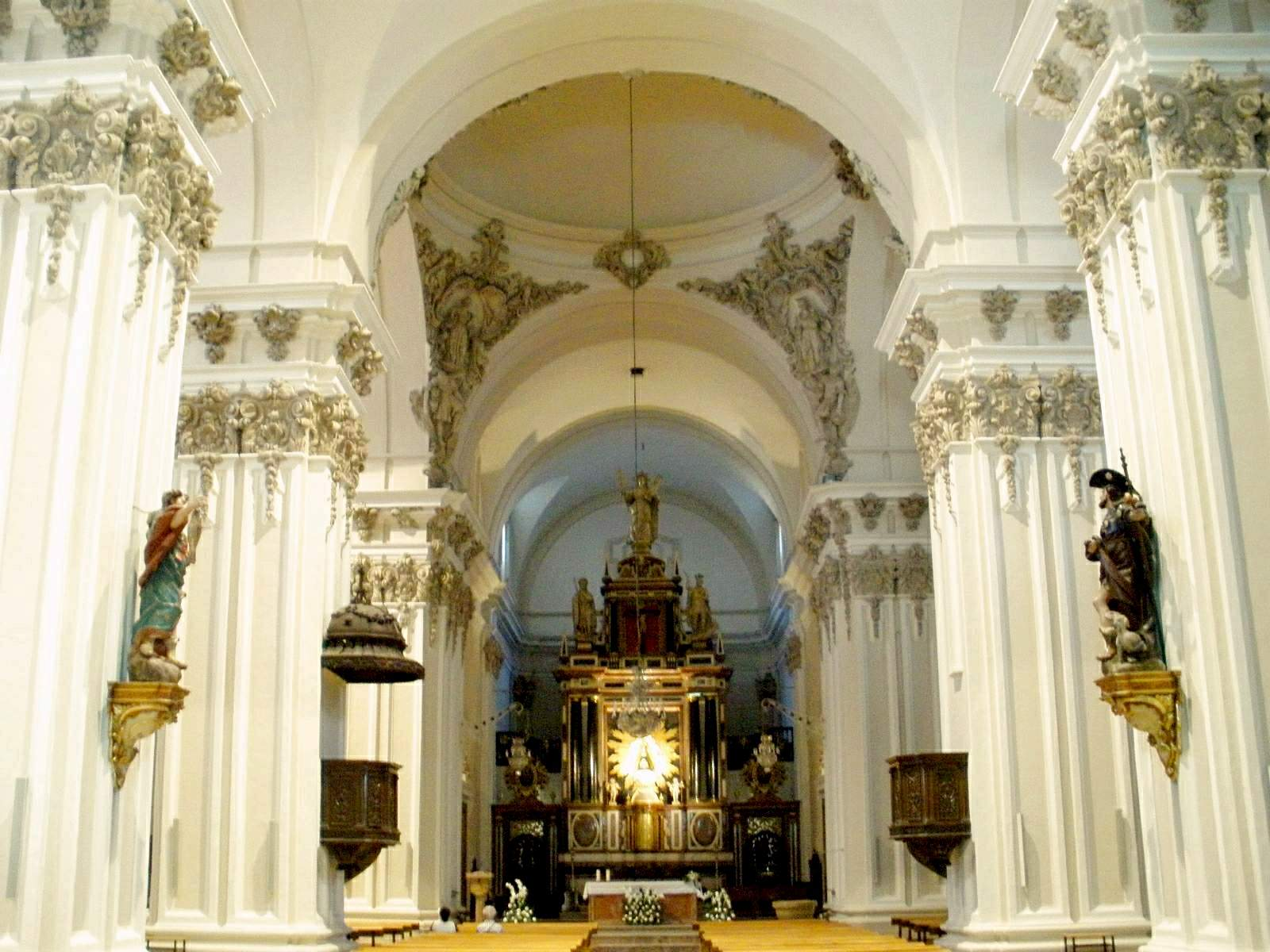
Aspecto de la nave central y la cabecera

La capilla de la Anunciación, convertida en Mausoleo de las Heroínas de los Sitios de Zaragoza desde el 14 de junio de 1908, custodia, en el muro derecho, los restos de Agustina Zaragoza y Doménech, Casta Álvarez Bravo y Manuela Sancho Bonafonte, y guarda la memoria de cuantas mujeres murieron en la defensa de la ciudad frente a las tropas napoleónicas entre el 15 de junio de 1808 y el 20 de febrero de 1809.
La capilla, obra del arquitecto Ricardo Magdalena, cuenta con el retablo de su advocación diseñado por el escultor Carlos Palao Ortubio y realizado por Jaime Llunch y Antonio Torres. Los relieves laterales, obra de Dionisio Lasuén y ejecución de Fructuoso Orduna, representan a las heroínas en escenas de lucha, atención a los heridos y evacuación de enfermos durante Los Sitios, destacando entre ellos la imagen de la beata Madre María Rafols.
El rey Alfonso XIII presidió el traslado de los restos de las heroína a su ubicación definitiva el 15 de junio de 1908. El 29 de octubre de dicho año, la reina Victoria Eugenia inauguró la capilla-mausoleo.

## = Bibliografía
- 100 motivos para enseñar tu ciudad. Conoce la Zaragoza monumental folleto editado por el Ayuntamiento de Zaragoza
- Fatás, Guillermo, (coord.) Guía histórico-artística de Zaragoza, Zaragoza, Ayuntamiento (Servicio de acción cultural), 19913. ISBN 84-86807-76-X.
- Izquierdo, Pascual (2006). Guía total. Zaragoza. Madrid: Anaya. ISBN 84-9776-256-7.
- Laborda Yneva, José, Zaragoza: guía de arquitectura / an architectural guide, Zaragoza, Caja de Ahorros de la Inmaculada de Aragón, D.L. 1995, ISBN 84-88305-28-1.